# Хондрилла сомнительная
Хондрилла сомнительная (лат. Chondrilla ambigua) — вид двудольных растений рода Хондрилла (Chondrilla) семейства Астровые (Asteraceae). Впервые описана немецко-российским ботаником Фёдором Богдановичем фон Фишером в 1842 году.

## Распространение и среда обитания
Известна с европейской части России, Китая (Синцзян-Уйгурский автономный район), Туркмении, Казахстана, а также Узбекистана.
Произрастает на гравийных и лёссовых участках, песчаных дюнах.

## Ботаническое описание
Многолетнее травянистое растение высотой 40—100 см.
Нижние стеблевые листья от линейно-ланцетных до ланцетных, остальные стеблевые листья несколько меньшие по размеру, формой от линейно-ланцетных до нитевидных.
Соцветие-корзинка с примерно пятью цветками, обвёртка опушённая.
Плод — цилиндрическая семянка с придатком-паппусом.
Цветёт и плодоносит с мая по сентябрь.
Число хромосом — 2n=10.